# Historický pramen

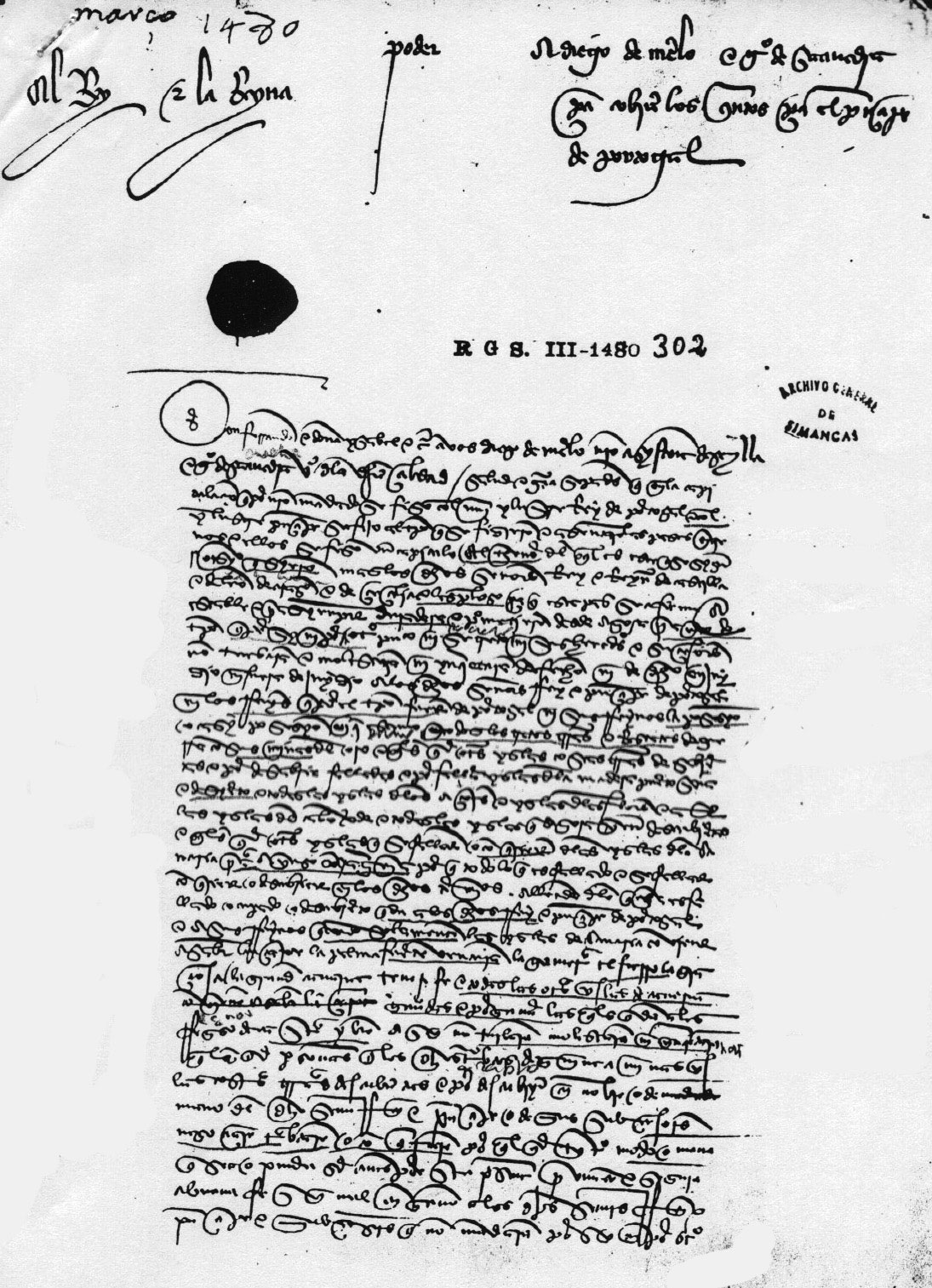
Smlouva z Alcaçovas. Oznámení o smlouvě městu Sevilla, 14. března 1480. 1. strana.

Historickým pramenem se nazývá primární zdroj informací v historickém bádání. Každý pozůstatek lidské činnosti, který podává relevantní informaci o lidské minulosti, lze využít jako historický pramen. Zvláštní důležitost mají písemné historické dokumenty, jejichž výskyt zahajuje tzv. historické období (aktéři dějin vystupují z anonymity). Nepísemným pramenem se může stát např. archeologický nález, historický obraz známého města nebo třeba filmový záznam politické události.
Historická práce spočívá ve vyhledávání (rešerši) pramenů (historická heuristika), jejich analýze a kritice (tj. rozbor a hodnocení jejich důležitosti (relevance), hodnověrnosti, srovnávání s dalšími prameny atd.), interpretaci (výklad zjištěných informací) a zpracování zjištěných poznatků v širších souvislostech.

## Rozdělení historických pramenů
Prameny je možné rozdělit podle několika hledisek: dle původu pramene (památky, pozůstatky a tradice, prameny), dle formálních znaků (písemné, nepsané, ústní), dle informační struktury (bezprostřední, zprostředkované), dle typu (písemné, hmotné, etnografické, ústní, lingvistické, fonografické, filmové a fotografické) a konečně dle obsahu (ergotechnické – ekonomika, sociotechnické – společnost, psychotechnické – vědomí, tradice).

### Písemné prameny
- psané prameny institucionálního původu
  - normativní prameny (právní dokumenty): zákoníky, právní příručky
  - diplomatické prameny: listiny, listy, akta
  - správní a hospodářské prameny: aktový materiál, účty, soupisy půdy, povinností a obyvatelstva, berní ruly…
- psané prameny soukromého původu
  - literární a písemná pozůstalost: teologické a vědecké prameny
  - osobní korespondence
  - osobní deníky
- narativní (a) literární psané prameny
  - historiografie (dějepisectví): kroniky, letopisy
  - hagiografie: legendy
  - krásná literatura: romány, fikce

### Nepsané prameny
- hmotné prameny: kosterní pozůstatky, výtvory lidské práce
- obrazové prameny: kresby, kartografické materiály
- audiovizuální prameny: rozličná záznamová media

### Ústní prameny
- tradiční prameny: mytologie, ústní lidová slovesnost
- orální historie